# エドゥアルド・リーデル
エドゥアルド・リーデル  (Eduardo Corrêa Riedel、1969年7月5日 - ) は、ブラジルの政治家、実業家。現在、マットグロッソ・ド・スル州知事。ブラジル社会民主党に所属。

## 来歴
1969年、リオデジャネイロ生まれ。リオデジャネイロ連邦大学で生物科学を卒業し、サンパウロ州立大学では畜産学の修士号を取得。2022年ブラジル総選挙でマットグロッソ・ド・スル州知事に立候補し、副知事候補にはホセ・カルロス・バルボサを選んだ。10月2日の投開票では361,981票（得票率25.16%）となり、レナン・コンタル候補と共に決選投票に進んだ。10月30日の決選投票では808,210票、得票率56.90％で当選し、2023年1月1日に就任した。

## 私生活
1994年にモニカ・モライスと結婚し、マルセラとラファエルの2人の子供が生まれた。